# سووجه
سووجه (به صربی: Svođe) یک منطقهٔ مسکونی در صربستان است که در ولاسوتینتسه واقع شده‌است. سووجه ۴۳۳ نفر جمعیت دارد.